# Sukow
Sukow ist eine Gemeinde im Westen des Landkreises Ludwigslust-Parchim in Mecklenburg-Vorpommern (Deutschland). Sie wird vom Amt Crivitz mit Sitz in Crivitz verwaltet.

## Geografie

### Lage
Die Gemeinde liegt 14 km südöstlich von Schwerin und 6 km südwestlich von Crivitz. Der Norden der Gemeinde ist bewaldet. Hier befindet sich auch der höchste Punkt im Gemeindegebiet mit 66,8 m ü. NHN.

### Ortsteile
Die Gemeinde besteht aus den Ortsteilen Sukow und Zietlitz.

## Geschichte
Bei Sukow fanden sich Reste einer frühslawischen Siedlung. Nach den archäologischen Funden wurde die Sukow-Dziedzice-Gruppe benannt, die älteste slawische Kultur in Norddeutschland. Ein Holzfund aus Sukow stellt unter Umständen das älteste Dendrodatum im Norden dar („nach 591“).
Erstmals urkundlich erwähnt wird Sukow in einer Verkaufsurkunde vom 16. Februar 1348. Der Ort ist hinsichtlich seiner frühdeutschen Besiedlung sicherlich um einiges älter, da er an einer wichtigen Handelsstraße lag.
Am 1. Juli 1950 wurde die bis dahin eigenständige Gemeinde Zietlitz eingegliedert.
Sukow ist seit vielen Jahren Zentrum des Pferdesports, hier werden die Landesmeisterschaften im Spring- und Dressurreiten ausgetragen.
Sukow ist Hauptsitz des Karneval-Landesverbandes Mecklenburg-Vorpommern (KLMV).

## Bevölkerung
| Jahr | Einwohner |
| ---- | --------- |
| 1990 | 0926      |
| 1995 | 1172      |
| 2000 | 1574      |
| 2005 | 1527      |
| 2010 | 1515      |
| 2015 | 1473      |

| Jahr | Einwohner |
| ---- | --------- |
| 2020 | 1531      |
| 2021 | 1521      |
| 2022 | 1545      |
| 2023 | 1569      |

Stand: 31. Dezember des jeweiligen Jahres
Durch die Vorortlage zur Landeshauptstadt Schwerin hat sich die Einwohnerzahl in der Nachwendezeit beinahe verdoppelt.

## Politik

### Gemeindevertretung
Die Gemeindevertretung von Sukow besteht aus 12 Mitgliedern. Die Kommunalwahl am 9. Juni 2024 führte bei einer Wahlbeteiligung von 77,4 % zu folgendem Ergebnis:
| Partei / Wählergruppe                | Stimmenanteil 2019 | Sitze 2019 |  | Stimmenanteil 2024 | Sitze 2024 |
| ------------------------------------ | ------------------ | ---------- |  | ------------------ | ---------- |
| SPD                                  | 53,6 %             | 5          |  | 50,6 %             | 6          |
| Wählergemeinschaft Sukow (WGL Sukow) | –                  | –          |  | 49,4 %             | 6          |
| CDU                                  | 24,2 %             | 3          |  | –                  | –          |
| Aktivbündnis Sukow                   | 20,3 %             | 2          |  | –                  | –          |
| Einzelbewerber René Malsy            | 01,8 %             | –          |  | –                  | –          |
| Insgesamt                            | 100 %              | 10         |  | 100 %              | 12         |

### Bürgermeister
- seit 1994: Horst-Dieter Keding[7]

Bei der Bürgermeisterwahl am 26. Mai 2019 wurde Keding mit 58,0 % der gültigen Stimmen wiedergewählt. Am 9. Juni 2024 wurde er ohne Gegenkandidat mit 62,3 % der gültigen Stimmen in seinem Amt bestätigt. Seine Amtszeit beträgt fünf Jahre.

### Wappen, Flagge, Dienstsiegel
Die Gemeinde verfügt über kein amtlich genehmigtes Hoheitszeichen, weder Wappen noch Flagge. Als Dienstsiegel wird das kleine Landessiegel mit dem Wappenbild des Landesteils Mecklenburg geführt. Es zeigt einen hersehenden Stierkopf mit abgerissenem Halsfell und Krone und der Umschrift „GEMEINDE SUKOW“.

## Sehenswürdigkeiten
- Neugotische Dorfkirche von 1883
- Dorfplatz
- Landschaftsschutzgebiet Lewitz

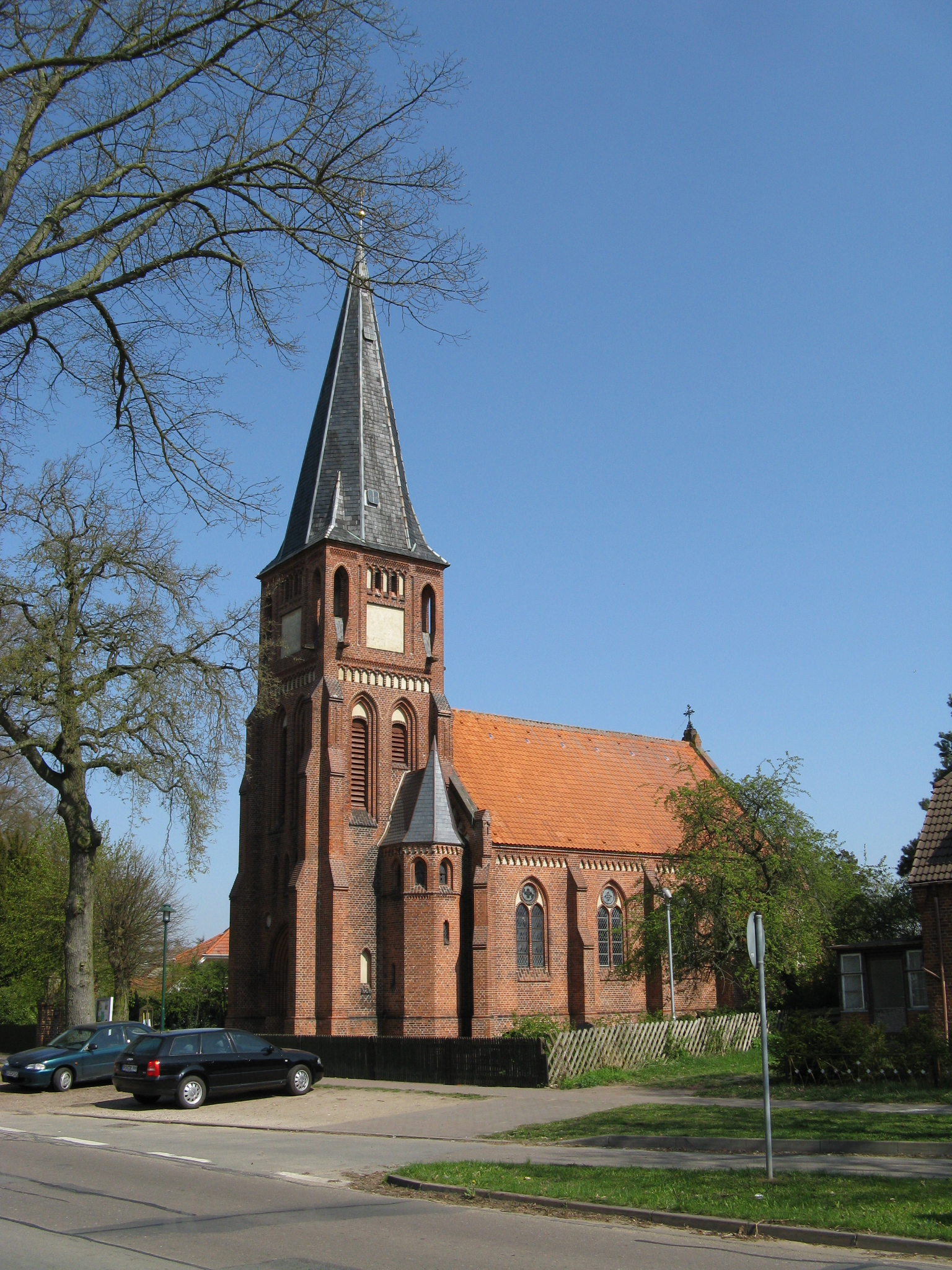
Dorfkirche Sukow
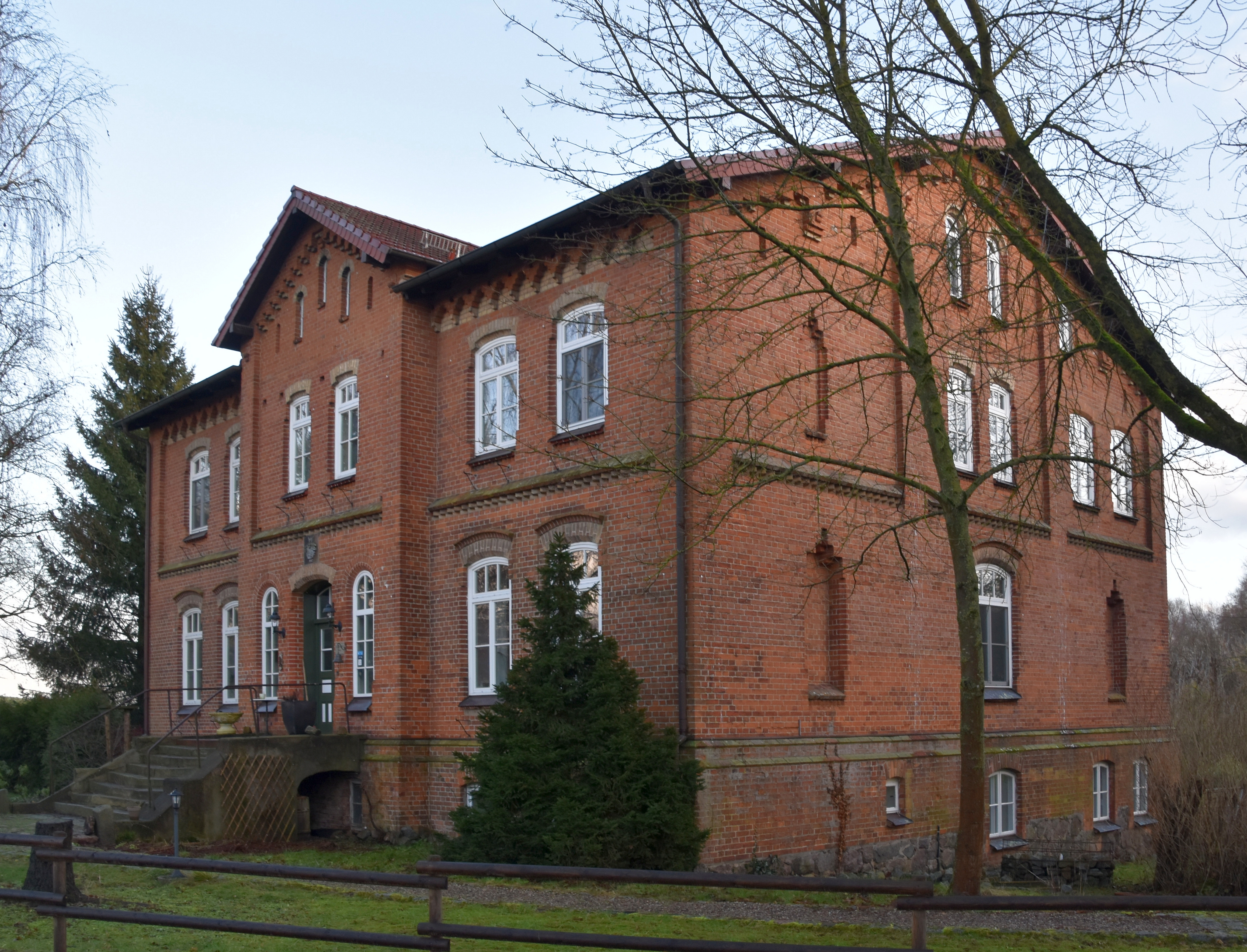
Gutshaus Zietlitz

## Verkehr
Die Bahnstrecke Schwerin–Parchim führt durch die Gemeinde. Die Bundesstraße 321 verläuft nördlich. Die Bundesautobahn 14 ist über die Anschlussstelle Schwerin-Ost nach 11 km erreichbar. 